# 明朝政治
明朝政治，是明朝时期的政治制度，特色是君主集權及特務治國，宰相制度被廢除，置廠衛監控臣民。

## 明初中書省制度
明朝初期沿袭元朝制度，以中书省為行政中枢，置左、右丞相。甲辰正月，初置左、右相國，其中李善長為右相國，徐達為左相國。吳元年，改右相國為左相國，左相國為右相國。洪武元年，改為左、右丞相。由中书省统六部，但不设置中書令。洪武十三年（1380年），胡惟庸案之后，明太祖朱元璋罢中书省，分中书省之权归于六部。原中書省官屬盡革，惟存中書舍人。

## 內閣制度
洪武十三年，明太祖以丞相胡惟庸謀反伏誅，於是廢去丞相一職，子孫不得復立。秦、漢以降實行一千六百餘年的宰相制度自此廢除，六部直接向皇帝負責，相權與君權合二為一，明朝皇帝大權獨攬，在世界政治史上明朝的政治體系也屬於罕見的專制政體，施行軍權、行政權、監察權三權分立的國家體制，後期由於監察權被廢止，國體失衡很快衰敗。由於國家事務繁多，皇帝無法處理，初召民間有名望之儒士任四輔官，並依周朝官制稱春、夏、秋、冬官，但輔官學問學問雖好，卻無行政經驗，無法勝任，於是明太祖於洪武十五年九月罷四輔官，仿宋殿閣制設內閣。其後的清朝也大多繼承明朝的政治制度。
內閣初期只為皇帝的顧問，相當於今日秘書或幕僚的職務，奏章的批答為皇帝的專責，皇帝為最終決定的權力，而大學士很少有參決的機會。到明仁宗、明宣宗時期，大學士均因有太子經師的恩情，而得以累加至太子三孤身份，地位日益受尊崇。宣宗時期，朝廷事無大小，宣宗均悉數諮詢大學士楊士奇的看法而決定。雖然吏部尚書蹇義、戶部尚書夏原吉召見時得以參與各部事宜，然而其還遠不如楊士奇等內閣成員得以親自接見。自此，內閣的權力日益增大，到明世宗中葉，夏言、嚴嵩等人執掌內閣，地位赫然為真正的宰相，亦可壓制六部。「雖無宰相之名，但有宰相之責」。
內閣大學士一職多以碩德宿儒或朝中大臣擔任，初期只照皇帝的意旨寫出，稱「傳旨當筆」，權力及地位遠遠不及過去的宰相，品階僅為正五品。宣宗時期，由於楊溥、楊士奇、楊榮等三楊入閣，宣宗批准內閣在奏章上以條旨陳述己見，稱為「票擬」制度，又授予宦官機構司禮監「批朱」。票擬之法補救皇帝不見閣臣之弊，但內閣大臣與皇帝溝通，全賴司禮監（宦官），不得不依賴於內部太監送達批紅。首輔大學士的職權如同以往的丞相，但必須與宦官合作，才能執掌大政，如張居正結合馮保。而宣宗授予司禮監票擬，由是開啟明朝宦官專政之大門。

## 廠衛制度
明朝實行嚴密的特務政治。為加強對全國官吏的監視，明太祖還設立特務機構錦衣衛，明成祖又設立東廠，明憲宗再設西廠（後來取消），合稱「廠衛」，由宦官統領。。武宗時期還一度設有內行廠。錦衣衛設立於洪武十五年，直接聽命於皇帝，可以逮捕任何人，並進行不公開的審訊。在東廠設立後，錦衣衛權力受到削弱。東廠成立於永樂十八年，是明成祖為鎮壓政治上的反對力量而成立。地點位於京師東安門北。東廠的主要職責就是監視政府官員、社會名流、學者等各種政治力量，並有權將監視結果直接向皇帝匯報。依據監視得到的情報，對於那些地位較低的政治反對派，東廠可以直接逮捕、審訊；而對於擔任政府高級官員或者有皇室貴族身份的反對派，東廠在得到皇帝的授權後也能夠對其執行逮捕、審訊。東廠在設立之初，就由宦官擔任提督，後來通常以司禮監秉筆太監中位居第二、第三者擔任。西廠設立於憲宗時期，首領為汪直。1482年後被廢。其後又被武宗短暫恢復。內廠設置於武宗時期，首領為宦官劉瑾，劉瑾伏誅後，內廠與西廠同時被廢，僅留東廠。

## 六部
明朝在中央設置吏、戶、禮、工、刑、兵六部，與前代相比，明朝最初在每部增加尚書、侍郎各一。胡惟庸案之後，朱元璋廢丞相之職，取消中書省。六部因此地位得到提高。每部只設一個尚書，兩個侍郎，原有的各科尚書降為郎中。各部尚書和侍郎的官階也上升。其中以禮部（主管教育，負責領導儒家學術，以及祭祀，外交等）和吏部（主管文官陞遷）最為重要，戶部（主管財政，土地和人口）人員最多。兵部（主管國防），刑部（主管司法，有對較大刑事案件的審判權）與工部（主管公共建設）地位較低。
明朝開始只設給事中。到洪武廿四年，設都給事中六人，分吏、戶、禮、工、刑、兵六科，每科一人。該制度基本是繼承唐朝的門下省制度。六科官職品級雖低，然職權很高。他們可以不贊成皇帝的意旨。而該制度也發揮一定的改善朝政作用。五寺包括大理寺、太常寺、光祿寺、太僕寺、鴻臚寺。大理寺與刑部和都察院合為三法司，其職權與今日之最高法院相似。大理寺的首長稱為大理寺卿，也是九卿之一。其餘四個寺的卿職權較低。太常寺負責祭祀；太僕寺管理馬匹；光祿寺負責壽宴；鴻臚寺負責接待外賓。

## 御史台
在洪武十三年前，明朝還沿襲元的監察制度，設立御史台，有左右御史大夫各一名。洪武十三年後，朱元璋廢御史台。兩年之後，朱元璋設立新的監察機構—都察院。都察院下面設立監察御史若干人，分巡全國各省，稱為十二道監察御史。每道有監察御史三至五人，範圍大體為一省。但監察御史都駐在京師，有事帶印出巡，事畢回京繳印。到明末，監察御史分為十三道，共有一百一十人。

## 其他機構
包括太師、太傅、太保。這些官職都是虛銜，一般授予功勞相當大的大臣以示榮耀。其中太保和太傅名義上是太子的老師，而太師則是皇帝名義上的老師，但實際上輔導太子的機構是詹事府。詹事府下設兩坊、一局、一廳。此外還有太醫院，專門負責皇室人員的健康和醫療。太醫院附屬有生藥庫和惠民藥局。翰林院作為政府的官方學術最高機構，地位相當重要，甚至在政府中都有相當大的影響力。翰林院首長是翰林大學士，此職位者經常會同時兼任內閣大臣。
指不屬於各部院的司。主要指通政司和行人司。通政司負責傳遞公文，公告周知。行人司負責到地方上頒詔諭及赴外國作使臣。
包括國子監、欽天監、上林苑監。欽天監負責觀測星象。國子監是當時的最高官方教育機構，有祭酒一人，司業一人，監丞一人，博士五人，助教十五人，學正十人，學錄七人，典簿一人，典籍一人，典饌兩人。上林苑監負責掌管皇帝的御花園，畜牧場與菜圃。
為宦官衙門。事實上只有在這些衙門工作的宦官才是太監。包括司禮監、內宮監、御用監、司設監、御馬監、神宮監、尚膳監、尚寶監、印綬監、直殿監、尚衣監、都知監。以司禮監最為重要，監內的提督太監主管宮內一切宦官禮儀刑名。而秉筆太監在宦官極端專權時竟代替皇帝批公文。此外還設有四個司（惜薪、鐘鼓、寶鈔、混堂），八個局（兵仗、銀作、浣衣、巾帽、針工、內織染、酒醋面，司苑），合為內官廿四衙門。宮女也有六個局（尚宮、尚儀、尚服、尚食、尚寢、尚工），每個局下設四個司。